# Puente de la Amistad entre China y Nepal
El Puente de la Amistad entre China y Nepal (en chino: 中尼友谊桥) es un puente que atraviesa el río Bhote Koshi, vinculando Kodari en el distrito de Sindhulpalchok, Nepal con Zhangmu, en China.
Desde el puente en el lado nepalés, Kodari en el distrito de Sindhulpalchok, el Arniko Rajmarg (abreviado ARM; rajmarg significa carretera) está conectada a Katmandú. Lleva el nombre del famoso arquitecto Arniko.
En la otra dirección, la Carretera Nacional de China 318 va a Zhangmu (DRAM) y luego a Shanghái. La parte tibetana de la carretera entre Zhangmu y Lhasa es conocida como la Carretera de la Amistad.